# Алеш Штеґер
Алеш Штеґер (словен. Aleš Šteger; нар. 31 травня 1973, Птуй) — словенський письменник, перекладач, літературний критик, видавець. Належить до письменників, які почали писати одразу після розпаду Югославії. Його перша збірка поезії Šahovnice ur 1995 року була розпродана через три тижні після публікації і засвідчила появу нового покоління словенських художників та письменників.
Книжки Штеґера перекладені понад 16 мовами і з'являлися на сторінках таких відомих журналів і газет, як The New Yorker, Die Zeit, Neue Zürcher Zeitung, TLS та ін. Лауреат кількох літературних премій.
2019 року відвідав Книжковий Арсенал у Києві з презентацією українського перекладу роману «Прощення».

## Біографія
Закінчив Люблянський університет, де вивчав порівняльне літературознавство та германську філологію. Створив у Любліні Студентське видавництво.
З 1995 до 2004 і з 2008 року до сьогодні є ініціатором і програмним директором міжнародного поетичного фестивалю «Дні поезії і вина» (www.stihoteka.si). Також працював директором програми Terminal 12 у європейській культурній столиці Марібор.

## Переклади українською
- Прощення / Алеш Штеґер ; пер. зі словен. Наталія Хороз, Мар'яна Климець. — Львів : Видавництво Старого Лева, 2019. — 304 с[2].